# Timothée Becays de la Caussade
Timothée Becays de La Caussade est un homme politique français né le 30 mars 1760 à Lacaussade (Lot-et-Garonne) et mort le 3 septembre 1852 à Lacaussade.

## Biographie
Sous-lieutenant au régiment de Normandie en 1779, lieutenant puis capitaine en 1786, il quitte l'armée en 1792. Il est député de Lot-et-Garonne de 1821 à 1827, conseiller général, il siège dans la majorité soutenant les gouvernements de la Restauration.

## Sources
« Timothée Becays de la Caussade », dans Adolphe Robert et Gaston Cougny, Dictionnaire des parlementaires français, Edgar Bourloton, 1889-1891 [détail de l’édition]